# Iva Olivari
Iva Olivari (Yugoslavia, 1969) es una entrenadora de fútbol, pionera en dirigir una selección de fútbol masculino.

## Trayectoria
Olivari comenzó su vínculo con el deporte jugando al tenis. Fue campeona Sub-14 en esa disciplina, pero tuvo que dejar de competir por una lesión de su muñeca. En 1991, luego de la declaración de independencia de Croacia, se crea la Federación Croata de Fútbol, en la que Olivari comienza a trabajar en 1992.
Tuvo varias funciones dentro de la Federación, principalmente en el Departamento Internacional. Se encargó del registro y transferencia de jugadores, que en un principio operaba en Serbia. Como nuevo país, Croacia debió iniciar relaciones con la FIFA y la UEFA, y organizar amistosos, tareas a las que Olivari se dedicó también. Estas tareas implicaban no solo al seleccionado masculino, sino también al de mujeres, los juveniles y el futsal.
En 2012, cuando Davor Suker toma la presidencia de la Federación, le ofrece a Olivari el puesto de mánager. Su rol a partir de ese momento es organizar los viajes y la logística de la selección de fútbol de Croacia y la comunicación con la FIFA. También, tiene un rol relevante en el vínculo con los jugadores.
Olivari declara haber sido discriminada a lo largo de su carrera, dentro de un ambiente dominado históricamente por varones. Incluso en la copa del mundo 2014 no se le permitió presenciar los partidos desde el banco de suplentes, existiendo ya el antecedente de otra mujer en este lugar. Su primer partido en el banco de suplentes fue en la Eurocopa 2016, y luego en la copa del mundo 2018, en Rusia.